# 早田氏红淡比
早田氏红淡比（学名：Cleyera japonica var. hayatae）为山茶科红淡比属下的一个变种。

## 扩展阅读
- 維基物種上的相關：早田氏红淡比